# 죽은 시인의 사회
《죽은 시인의 사회》(영어: Dead Poets Society)는 1989년 공개된 미국의 드라마 영화이다. 피터 위어가 감독, 로빈 윌리엄스가 주연을 맡았다.
이 영화는 호평을 받았으며 박스오피스에서 성공을 거두었다. 제62회 아카데미 시상식에서 작품상, 감독상, 남우주연상,각본상 4개 후보에 올라 이중 각본상을 수상했으며, BAFTA 최우수 영화상을 수상했다.
1959년을 배경으로 보수적인 남자사립학교인 웰튼 아카데미(Welton Academy)에 국어 선생님이 부임하는데, 시와 문학을 가르치면서 틀에 박힌 삶을 강요받는 학생들에게 영감을 준다는 이야기이다.

## 줄거리
전통, 명예, 규율, 그리고 최고를 4대 원칙으로 한 전통있고 보수적인 남학생 학교인 웰튼 아카데미에 새로운 국어선생님 키팅이 부임해온다. 틀에 박히고 힘든 강의에 지쳐가고 있던 학생들에게 키팅은 특별한 존재가 된다. 이 학교를 졸업한 선배이기도 한 이 선생님은, 자기를 '오! 캡틴! 마이 캡틴!'(월트 휘트먼의 시 제목)이라고 부르게 한다.
키팅선생님은 여러 모로 학교 기준에 맞지 않는 방식으로 수업을 진행한다. 이 학교를 졸업한 선배이기도 한 키팅은, 자기를 '오! 캡틴! 마이 캡틴!'(월트 휘트먼의 시 제목)이라고 부르게 하며, 교실을 벗어나 오래된, 지금은 사라진 선배들의 사진을 보여주면서 카르페 디엠(라틴어: Carpe, carpe diem, 현재를 즐겨라. 너의 인생을 특별하게 만들어라.) 정신을 불어넣어 준다. 전통적인 방법으로 '시의 이해'라는 책 내용에 대해 강의하는 듯 싶더니 갑자기 쓰레기 같은 이론이라면서 교과서의 그 페이지를 찢어버리도록 하기도 한다. 또한 교탁에 올라서서 세상을 넓고 다양하게 바라보아야 한다고 말한다. 학생들은 독특한 그 강의 방식에 대해 이상하게 생각하면서도 끌리게 된다. 
그러던 중, 한 학생이 오래전에 키팅선생님이 학창시절 활동했던 '죽은 시인의 사회(Dead Poets Society)'라는 고전문학클럽에 대해 우연히 알게 되고, 자기들도 학교 근처 동굴에서 선생님처럼 같은 클럽 활동을 할 것을 제안하게 된다.
학생들은 그 클럽 활동을 하면서 다들 나름대로의 진정한 삶에 눈뜨게 되는데, 수줍은 전학생인 토드는 자신에게 숨겨진 능력을 발견하고, 찰리는 학교 플라이어에 여학생을 입학시키자는 불법적인 내용을 싣고는 문제가 되자 숨지 않고 공개적인 자리에서 교장선생님을 놀리다가 징계를 당한다. 녹스는 크리스라는 여학생을 우연히 알게 되어 사랑에 빠지면서 시를 만들고 학급에서 칭찬을 듣고 그 시로 여학생에게 고백한다. 닐은 의사가 되길 희망하는 엄격한 아버지 밑에서 힘들어 하다가 우연히 세익스피어의 한여름밤의 꿈에서 주연을 맡으면서 자신의 자질과 능력을 발휘하는데, 결국 허락없이 시작한 연극 활동을 알게 된 아버지의 호된 꾸지람과 군사학교, 하버드 대학교를 나와 의사가 되기를 원하는 아버지의 강요를 견디지 못하고 총으로 자살하게 된다.
닐이 죽음을 선택한 원인이 키팅에게 있다고 믿는 닐의 부모와 학생의 자살에 대한 희생양이 필요했던 학교는 키팅을 제물로 삼아 사건을 수습하려 한다. 결국 자기 자식들의 이익만 생각하는 부모들과 책임회피에 혈안이 된 학교측의 합의로 그는 학교를 떠나게 된다. 키팅이 떠나는 날, 그 대신 수업을 맡게 된 놀란 교장은 '시의 이해'를 가르친다. 수업 도중 자신의 물품을 찾아 교실에 들어온 키팅선생에게 학생들은 자기들을 위해 진정한 교육을 선사했던 선생님의 마지막 모습에 하나 둘 책상을 밟고 올라서서 경의를 표하게 된다.

## 등장인물
- 로빈 윌리엄스 - 존 키팅 역
- 로버트 숀 레너드 - 닐 페리 역
- 이선 호크 - 토드 앤더슨 역
- 조시 찰스 - 녹스 오버스트리트 역
- 게일 핸슨 - 찰리 돌턴 역
- 노먼 로이드 - 게일 놀런 역
- 커트우드 스미스 - 토머스 페리 역
- 딜런 커스먼 - 리처드 캐머런 역
- 알레론 루지에로 - 스티븐 믹스 역
- 제임스 워터스턴 - 제러드 핏츠 역
- 알렉산드라 파워스 - 크리스 노엘 역
- 리언 파우놀 - 조지 매캘리스터 역
- 조지 마틴 - 헤이거 역
- 칼라 벨버 - 페리 부인 역
- 제인 무어 - 댄버리 부인 역
- 케빈 쿠니 - 조 댄버리 역
- 콜린 어빙 - 쳇 댄버리 역
- 맷 캐리 - 커트 홉킨스 역
- 멜로라 월터스 - 글로리아 역
- 웰커 화이트 - 티나 역
- 존 커닝엄 - 앤더슨 역
- 데브라 무니 - 앤더슨 부인 역

## 한국판 성우진(KBS) (1992년 5월 13일)
- 배한성 - 키팅 선생(로빈 윌리엄스)
- 김환진 - 닐(로버트 숀 레너드)
- 故 오세홍 - 녹스(조시 찰스)
- 이규화 - 카메론(딜런 커스만)
- 故 최병상 - 믹스(앨레론 러기로)
- 김종환 - 찰스(게일 헨슨) / 누완다
- 故 백순철 - 토드(에단 호크)
- 이호인 - 피츠(제임스 워터스톤) / 쳇의 아버지(케빈 쿠니)
- 故 이완호 - 닐의 아버지(커트우드 스미스)
- 정기항 - 교장(노먼 로이드)
- 성선녀 - 닐의 어머니(칼라 벨버) / 연극배우
- 이윤선 - 쳇(콜빈 어링) / 토드의 아버지(존 커닝햄) / 연극배우
- 임은정 - 크리스(알렉산드라 파워스) / 토드의 어머니(데브라 무니)
- 유명숙 - 연극 교사(파멜라 버렐) / 쳇의 어머니(제인 무어)
- 유해무 - 매칼리스터(레온 포낼)
- 김익태 - 수학 선생(조지 마틴)
- 유동현 - 과학 선생(조 오피어리)

## 제작

### 캐스팅
빌 머리와 더스틴 호프먼이 존 키팅 역으로 고려되었다. 제프 커뉴(Jeff Kanew)가 원래 감독을 맡기로 했는데 리엄 니슨이 분명히 주연을 맡게 될거라는 소문이 있었다. 하지만 피터 위어가 감독을 맡자 주연은 로빈 윌리엄스에게 돌아갔다.
나중에 호프먼은 윌리엄스가 자기가 할 수 있는 것보다 잘했다고 했다. 윌리엄스는 촬영 중에 말하길, 자기도 학교 다닐 때 이런 선생님을 원했다고 이 역할에 아주 끌린다고 말했다.

## 각색
낸시 H. 클레인바움(Nancy H. Kleinbaum)의 소설 Dead Poets Society(1989년)는 이 영화에 기반을 둔다.